# ایا فوتنیس
ایافوتنیس (به یونانی: Αγίας Φωτεινής) روستایی در شرق جزیره و در جنوب شهر خیوس یونان قرار دارد . جمعیت ایا فوتنیس ۴۹ نفر و ارتفاع آن از سطح دریا ۱۰ متر است. درآمد مردم روستا علاوه از استحصال صمغ عربی از درختان ماستیکی و پرورش درخت زیتون ، از توریسم می‌باشد . ساحل ایافوتنیس یکی از مکان‌های برهنگی در جزیره خیوس به شمار می‌آید . 